# Глудиньш, Гунарс
Гунарс Глудиньш (латыш. Gunārs Glūdiņš; 1938—2020) — советский и латвийский дизайнер.
Окончил Рижский государственный техникум по специальности «Планирование местных промышленных предприятий». В 1969 году окончил Латвийскую академию художеств на курсе Эдуарда Юркелиса и начал работать на заводе «Саркана звайгзне». Участвовал в разработке конструкции большинства производимых на заводе моделей, в том числе специальных спортивных мотоциклов. В 1989 году стал лауреатом премии советских профсоюзов в области искусства.
Преподавал в Латвийской академии художеств и Балтийской международной академии.
Автор дизайна мопедов Рига-14, Рига-18 и Рига-12 (включён в Культурный канон Латвии), приёмника «Спидола» 1971 года выпуска, телефона «VEF-Elta» (1982), велосипеда «Spārīte». Выполнил графический дизайн для маркировки транспорта Государственной полиции Латвии (1992).